# TÜV Süd Life Service
Die TÜV SÜD Life Service GmbH ist eine Gesellschaft des TÜV SÜD. Sie wurde im Jahr 1999 als erster Träger von Begutachtungsstellen für Fahreignung (MPU-Stellen) in Deutschland von der Bundesanstalt für Straßenwesen akkreditiert. Ihr Aufgabenschwerpunkt liegt im Bereich der Begutachtung der Fahreignung. Die Firmenzentrale ist in München.

## Unternehmensentwicklung
Zu Beginn der 1950er Jahre nahm die Entwicklung der Fahreignungsdiagnostik einen rasanten Aufschwung. Im Jahre 1954 wurde die erste Untersuchungsstelle des TÜV München durch Gerhard Munsch gegründet (damals noch „Psychologisch-Medizinische Untersuchungsstelle“ – PMU), etwa zeitgleich folgten die Medizinisch-Psychologischen Institute beim TÜV Stuttgart und Mannheim (TÜV Baden). Viele Kriegsversehrte mussten nach dem Kriege auf ihre „Fahrtauglichkeit“ geprüft werden. Mit zunehmender Mobilität in den 1960er Jahren stellten sich neue Herausforderungen. Ein wesentliches Aufgabenfeld wurde die Begutachtung prüfungsauffälliger Fahranfänger. Um 1985 bestand das Medizinisch-Psychologische Institut des TÜV Bayern aus acht Standorten (München, Augsburg, Nürnberg, Regensburg, Würzburg, Landshut, Bayreuth und Passau).
Nach der Wende wurde der TÜV Bayern auch im Freistaat Sachsen aktiv und eröffnete dort fünf Untersuchungsstellen (Leipzig, Dresden, Chemnitz, Zwickau und Bautzen), ab 1992 unter der Bezeichnung TÜV Bayern-Sachsen. 1994 wurde das Medizinisch-Psychologische Institut des TÜV Saarland integriert.
Im Jahr 1997 fusionierte der TÜV Bayern-Sachsen mit dem TÜV SüdWest zum TÜV Süddeutschland. Für das Medizinisch-Psychologische Institut wurde eine neue Firmenbezeichnung gewählt (TÜV MPI GmbH). Das Unternehmen bestand nun aus den Regionen Bayern, Baden-Württemberg, Sachsen und Saarland. Im Jahr 2005 erfolgte die Umfirmierung in „TÜV SÜD Life Service“. Diese übernahm von der „TÜV SÜD Industrie Service“", ehemals „TÜV Süd Bau und Betrieb“ den Bereich der Arbeitssicherheit und Arbeitsmedizin.
Der Bereich Arbeitssicherheit und Arbeitsmedizin wurde im April 2014 in eine eigenständige GmbH ausgegliedert. Diese wird als ias ias health & safety GmbH von der ias Aktiengesellschaft als einem strategischen Partner der TÜV SÜD AG übernommen.

## Unternehmensbereiche
Die TÜV SÜD Life Service GmbH agiert im Bereich Privatkunden, bietet aber keine persönlichen Beratungen an. Um ihre Neutralität zu gewährleisten, wurden die Tätigkeitsfelder „Beratung“ und „Kurse“ im Vorgriff auf die vom Gesetzgeber geforderte Trennung zwischen Diagnostik und Beratung/Schulung zum Jahresbeginn 2009 an die TÜV SÜD Pluspunkt GmbH übergeben.

### Begutachtung der Fahreignung (MPU)
Die Begutachtung der Fahreignung ist ein wichtiges Aufgabenfeld der TÜV SÜD Life Service GmbH. Verkehrsmediziner und Verkehrspsychologen arbeiten bei der Erstellung von Gutachten im Team zusammen.
Die Honorierung erfolgt im Rahmen einer staatlich geregelten Gebührenordnung (Gebührenverordnung für Maßnahmen im Straßenverkehr). Adressat des Gutachtens ist der Kunde (Auftraggeber). Er trägt die Kosten des Gutachtens und entscheidet über die Weitergabe.
Die TÜV SÜD Life Service GmbH ist an die Schweigepflicht gebunden. Sie informiert über den Ablauf der Untersuchung und die Kriterien der MPU im Rahmen kostenloser Informationsabende. MPU-Info-Veranstaltungen sollten möglichst früh in der Sperrfrist wahrgenommen werden, um die Zeit der Fahrerlaubnissperre sinnvoll zu nutzen. In Einzelfällen kann auch eine Verkürzung der Sperrfrist durch den zuständigen Richter erfolgen.
Die TÜV SÜD Life Service GmbH sichert die flächendeckende Versorgung mit MPU-Angeboten entsprechend ihrem Auftrag. Sie verfügt über Standorte in folgenden Städten:
MPU Aalen, MPU Aschaffenburg, MPU Augsburg, MPU Bad Mergentheim, MPU Balingen, MPU Bamberg, MPU Bautzen, MPU Bayreuth, MPU Chemnitz, MPU Deggendorf, MPU Dresden, MPU Esslingen am Neckar, MPU Freiburg im Breisgau, MPU Heilbronn, MPU Hof, MPU Ingolstadt, MPU Kaiserslautern, MPU Karlsruhe, MPU Kempten (Allgäu), MPU Landshut, MPU Leipzig, MPU Mannheim, MPU Memmingen, MPU München, MPU Nürnberg, MPU Offenburg, MPU Passau, MPU Plauen, MPU Ravensburg, MPU Regensburg, MPU Rosenheim, MPU Saarbrücken, MPU Singen (Hohentwiel), MPU Stuttgart, MPU Trier, MPU Tübingen, MPU Ulm, MPU Weiden in der Oberpfalz, MPU Würzburg und MPU Zwickau.
Zahlreiche Standorte in Nord- und Ostdeutschland wurden inzwischen von der pima-mpu GmbH, einer weiteren Tochter des TÜV SÜD, übernommen. TÜV SÜD verfolgt mit der pima-mpu GmbH eine Mehrmarken-Strategie.

### Life Service TÜV Hessen
Der Bereich Life Service bei TÜV Hessen deckt ebenfalls den Bereich „Fahreignungsgutachten“ für Privatkunden ab. Die Außendarstellung erfolgt getrennt, da am TÜV Hessen außer dem TÜV SÜD auch das Land Hessen beteiligt ist.